# Anykščiai (stad)
Anykščiai is een stad in Litouwen en ligt bij samenstroming van de rivieren Šventoji en Anykšta. De stad wordt omgeven door 76 meren in de waterrijke provincie Utena.
Archeologische vondsten wezen uit dat er al in 9000 voor Christus een nederzetting op deze plaats was. In historische werken is Anykščiai terug te vinden in 1442. In 1792 werden de stadsrechten verleend en kreeg de stad het wapen, waarop een afbeelding van de heilige Johannes Nepomucenus te zien is.
In de stad staan meer dan 250 monumenten. De stad is een belangrijk literair centrum en wordt ook wel het Weimar van Litouwen genoemd.

## Geboren
- Sergejus Jovaiša (17 december 1954), basketballer
- Giedrius Titenis (21 juli 1989), zwemmer

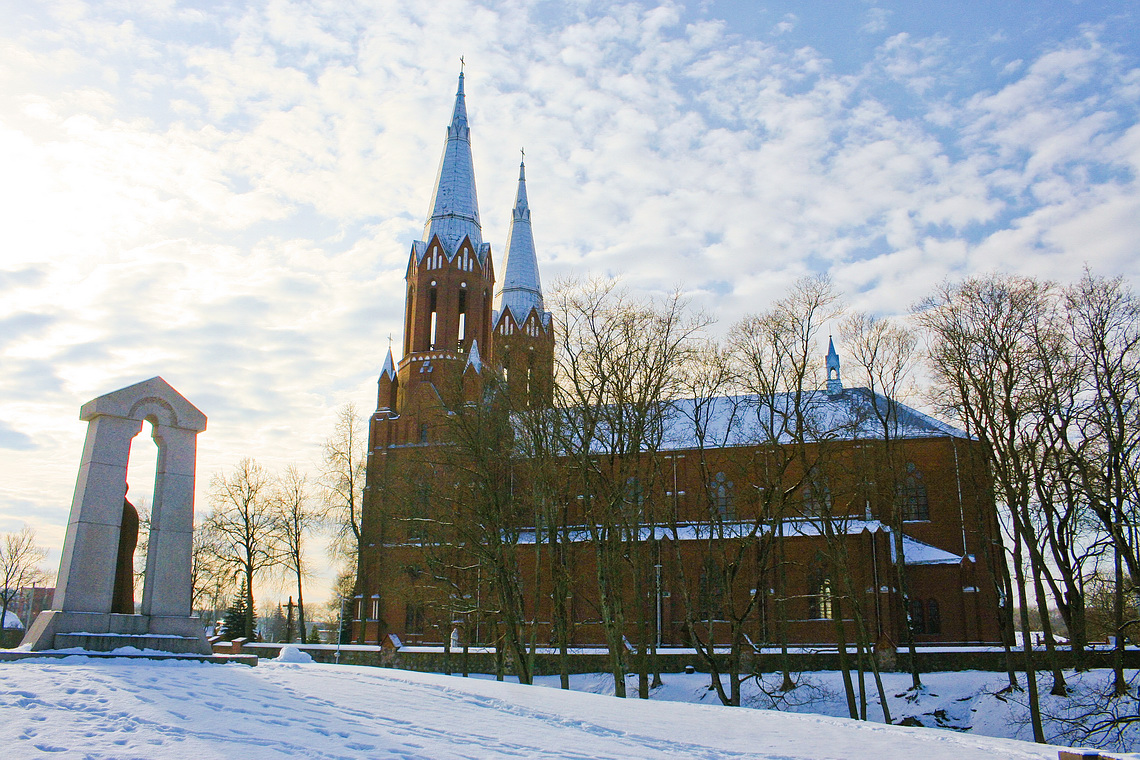
Anykščiai